# Неділько Всеволод Якович
Все́волод Я́кович Неді́лько (26 квітня 1925 станція Сахновщина Сахновщинського району Харківської області — 11 квітня 2002 — український літературознавець, кандидат педагогічних наук, доцент. Автор багатьох підручників.
Зробив значний внесок у розбудову шкільництва в Україні, в наукове осмислення книги для дітей як однієї з визначальних культурних ланок творення суспільства.

## Життєпис
Учасник німецько-радянської війни.
Закінчив Київський університет (1957).
Учителював у середніх навчальних закладах м. Києва.
У Київському університеті працював у 1961—1991: заступником начальника навчальної частини університету, викладачем, старшим викладачем, з 1976-го — доцент кафедри історії української літератури філологічного факультету.
Кандидатська дисертація «Педагогічні основи та система методів факультативних занять з української літератури в середній школі (на матеріалах шкіл УРСР)» (1972).
Читав нормативний курс і спецкурси з історії української літератури XX століття, курс методики викладання української літератури в середній школі, керував педагогічною практикою студентів факультету філології.
Досліджував історію української літератури XX століття, розробляв питання методики викладання української літератури в середній школі.

## Відзнаки
Нагороджений почесним знаком «Відмінник освіти УРСР», медалями.

## Праці
Автор підручників, посібників, методичних праць. Укладач хрестоматії творів, нововведених до шкільної програми «Дніпрова хвиля».
Основні праці:
- Тема дружби народів в українській радянській літературі (Київ, 1972);
- Методика викладання української літератури в середній школі (Київ, 1978);
- Обрії літератури для дітей та юнацтва (Київ, 1979);
- Нові імена в програмі з української літератури (Київ, 1993, у співавторстві);
- Елементи теорії літератури (Київ, 1994).